# Wolodymyr Muntjan (Prediger)
Wolodymyr Mirtschawytsch Muntjan (ukrainisch Володимир Мірчавич Мунтян, auch Vladimir Muntyan geschrieben; * ca. 1972 in Dnipropetrowsk, Ukrainische SSR) ist ein ukrainischer Prediger und Gründer der Freikirche Відродження Widrodschennja (deutsch: Wiedergeburt). Muntjan ist in seinem Heimatland überaus bekannt und hat eine große Anhängerschaft.

## Karriere
Der in Dnipro geborene Muntjan ist moldawischer  Abstammung. Ansonsten ist über sein Leben vor der Gründung seiner Freikirche Widrodschennja wenig bekannt. Einzig eine Verurteilung wegen Diebstahls und Betrugs wurde durch den ukrainischen Fernsehsender 1+1 publik gemacht. Infolgedessen saß Muntjan drei Jahre lang in einem Straflager in Krywyj Rih. Nach Besuchen evangelischer Missionare in der Strafanstalt besuchte er nach seiner Haftentlassung deren Gottesdienste und deren Bibelschule, woraufhin man ihn 1997 zur Gründung einer Gemeinde nach Pereschtschepyne im Norden der Oblast Dnipropetrowsk sandte. Diese Gemeinde entsprach jedoch nicht dem in der Bibelschule vermittelten Glauben und wurde aus dem Kirchenverband ausgeschlossen, woraufhin er eine weitere Gemeinde in Nowomoskowsk und 2002 eine in der ostukrainischen Metropole Dnipro gründete. Nach weiterem Wachstum seiner Freikirche gründete er 2011 eine Niederlassung in Kiew, der heute wichtigsten Gemeinde seiner Freikirche.
Nach eigener Darstellung wurde Muntjan während einer schweren Krankheit 1993 von Gott ausgewählt und gerettet, seitdem bestehe eine enge Verbindung zwischen Muntjan und dem Heiligen Geist. Muntjan, der sich selbst als Apostel bezeichnet verspricht, mit Hilfe des heiligen Geistes Probleme wie Krankheiten oder Ehekrisen überwinden zu können. Die dabei eingeworbenen Spenden machten ihn zu einem reichen Mann. Er lebt mit seiner Ehefrau und drei gemeinsamen Kindern in einem Villenviertel in Nowooleksandriwka bei Dnipro und besitzt einen Fernsehsender. Auf Grund seiner Popularität trat er in der beliebtesten Fernsehsendung der Ukraine auf und füllte an mehreren Tagen in Folge den Kiewer Sportpalast mit 10.000 Menschen. Diese Massenveranstaltungen nennt er Kreuzzüge und immer wieder kommt es dabei zu angeblichen Wundern, bei denen Menschen das Bewusstsein verlieren und danach geheilt sind. 
Sein Erfolg führte Muntjan auch nach Deutschland mit Auftritten in Offenbach 2016 und in Berlin 2018. Bei seinem Auftritt im Berliner Estrel-Hotel 2018 versammelten sich 1500 Anhänger. Für 2018 kündigte Muntjan einer Rekordzahl seiner sogenannten Kreuzzügen an, wovon einige auch in Deutschland stattfinden sollen.

## Kritik
Über seine finanzielle Situation schweigt Muntjan, die Spendengelder dienten wohltätigen Projekten. 
Westliche Medien sind der Meinung, Muntjan sei ein Betrüger, der sich durch die Spenden seiner Anhänger bereichern wolle. Inzwischen beschäftigen sich auch ukrainische Sektenexperten mit der Freikirche, Aussteigern wird professionelle Hilfe angeboten.
Nach seinem Auftritt in Berlin riet die Berliner Gesundheitsbehörde den Gläubigen, weiterhin ihre Medizin zu nehmen.